# Josep Maria Ruiz i Esgleas
Josep Maria Ruiz i Esgleas   (Blanes, 9 d'abril de 1937 - Blanes, 24 de març de 1994) fou un futbolista català de les dècades de 1950 i 1960.

## Trajectòria
Jugava a la posició d'interior o a la d'extrem. Va ingressar al RCD Espanyol l'any 1955 procedent de l'equip juvenil de l'entitat. Al club va viure la primera remodelació de l'estadi de Sarrià, el 30 de setembre de 1956, en una victòria per 2 a 0 davant el Celta de Vigo. També formà part de l'equip que va perdre la final de la Copa d'Espanya de l'any 1957 a Montjuïc davant el FC Barcelona. El setembre de 1957 patí una greu lesió al vell estadi Zorrilla de Valladolid que mantingué força mesos apartat de l'equip. Quan es recuperà ja no tornà a ser el mateix d'abans. Continuà al club fins al 1960 havent disputat 62 partits de lliga. Aquest any en què fitxà pel RCD Mallorca on disputà 36 partits més a Primera, fins al 1963. La següent temporada jugà al CF Badalona a Segona Divisió. Jugà un partit amb la selecció catalana de futbol l'any 1956. També disputà tres partits amb la selecció espanyola sots 18 i tres més amb la selecció amateur als Jocs del Mediterrani de 1955 de Barcelona. Un cop retirat s'establí a la vila de Blanes on morí el 1994.